# Shiva Naipaul
Shiva Naipaul (Shivadhar Srivinasa Naipaul) (ur. 1945 w Port-of-Spain, zm. 1985) – trynidadzki pisarz, młodszy brat V.S. Naipaula.
Uczęszczał do Queen’s Royal College i St Mary’s College na Trynidadzie. Studiował sinologię na Uniwersytecie Oksfordzkim. Po ukończeniu studiów pracował jako dziennikarz. Swoje teksty publikował w „The Spectator”.
Zginął w wypadku samochodowym, w wieku 40 lat. Po jego śmierci czasopismo “The Spectator” ustanowiło nagrodę (Shiva Naipaul Memorial Prize) dla ”pisarza, który potrafi najlepiej opisać podróż, ludzi i kulturę w obcym kraju”

## Twórczość
- Fireflies (1970) – beletrystyka – nagrody: Jock Campbell New Statesman Award, John Llewellyn Rhys Prize i Winifred Holtby Prize
- The Chip-Chip Gatherers – beletrystyka
- North of South (1978) – literatura faktu – podróż przez Afrykę
- Black and White (1980), w USA pod tytułem Journey to Nowhere – literatura faktu
- Love and Death in a Hot Country (1983) – beletrystyka
- Beyond the Dragon’s Mouth: Stories and Pieces (1984) – pogranicze beletrystyki i literatury podróżniczej
- A Man of Mystery and Other Stories (1995) – wybór z Beyond the Dragon’s Mouth